# Ovar
Ovar – miejscowość w Portugalii, leżąca w dystrykcie Aveiro, w regionie Centrum w podregionie Baixo Vouga. Miejscowość jest siedzibą gminy o tej samej nazwie.
W miejscowości jest stacja kolejowa Ovar.

## Demografia
| Liczba ludności gminy Ovar (1801–2011) | Liczba ludności gminy Ovar (1801–2011) | Liczba ludności gminy Ovar (1801–2011) | Liczba ludności gminy Ovar (1801–2011) | Liczba ludności gminy Ovar (1801–2011) | Liczba ludności gminy Ovar (1801–2011) | Liczba ludności gminy Ovar (1801–2011) | Liczba ludności gminy Ovar (1801–2011) | Liczba ludności gminy Ovar (1801–2011) | Liczba ludności gminy Ovar (1801–2011) |
| -------------------------------------- | -------------------------------------- | -------------------------------------- | -------------------------------------- | -------------------------------------- | -------------------------------------- | -------------------------------------- | -------------------------------------- | -------------------------------------- | -------------------------------------- |
| 1801                                   | 1849                                   | 1900                                   | 1930                                   | 1960                                   | 1981                                   | 1991                                   | 2001                                   | 2004                                   | 2011                                   |
| 10 822                                 | 10 075                                 | 25 605                                 | 29 970                                 | 35 320                                 | 45 378                                 | 49 659                                 | 55 198                                 | 56 715                                 | 55 377                                 |

## Sołectwa
Sołectwa gminy Ovar (ludność wg stanu na 2011 r.):
- Arada – 3318 osób
- Cortegaça – 3837 osób
- Esmoriz – 11 448 osób
- Maceda – 3521 osób
- Ovar – 17 855 osób
- São João de Ovar – 6255 osób
- São Vicente de Pereira Jusã – 2316 osób
- Válega – 6827 osób